# Tagesschau
 (février 2023).
Si vous disposez d'ouvrages ou d'articles de référence ou si vous connaissez des sites web de qualité traitant du thème abordé ici, merci de compléter l'article en donnant les références utiles à sa vérifiabilité et en les liant à la section « Notes et références ».
Le Tagesschau est le plus ancien journal télévisé allemand (ouest-allemand à l'origine) diffusé sur  la première chaîne allemande, Das Erste.

## Histoire de l'émission
La première édition fut diffusée le 26 décembre 1952 sur la chaîne de télévision unique, Deutsches Fernsehen. Il fut tout d'abord diffusé trois fois par semaine, puis, à partir du 1er octobre 1956, du lundi au samedi, et enfin quotidiennement depuis le 3 septembre 1961.
L'édition la plus suivie (environ 10 millions de téléspectateurs) est diffusée quotidiennement à 20 heures. Depuis 1984, elle est annoncée par un coup de gong suivi de la formule « Hier ist das Erste Deutsche Fernsehen mit der Tagesschau ! » (de 1956 à 1984 par « Hier ist das Deutsche Fernsehen mit der Tagesschau ! »), ce qu'on pourrait traduire par « Ici la télévision allemande avec l'édition du jour ! ».

Logo du Tagesschau de 1952 à 1956.
Logo du Tagesschau de 1956 à 1970.
Logo du Tagesschau de 1970 à 1973.
Logo du Tagesschau de 1973 à 1977.
Logo du Tagesschau de 1978 à 1984.
Logo du Tagesschau de 1984 à 1994.
Logo du Tagesschau de 1994 à 1997.
Logo du Tagesschau de 1997 à 2005.
Logo du Tagesschau de 2005 à 2014.
Logo du Tagesschau depuis 2014.

## Production
Comme tous les programmes de Das Erste, le Tagesschau est une production commune des 9 stations régionales membres de l'ARD. Chacune fournit images et reportages et la réalisation en plateau et production finale est faite à Hambourg par la Norddeutscher Rundfunk (NDR).

## Contenu
La principale édition, diffusée à 20 heures, dure 15 minutes et comprend une succession de reportages de 90 secondes en moyenne et de brèves.

## Éditions
En plus de l'édition de 20 heures, il y a d'autres éditions au cours de la journée. Un flash de trois minutes environ est diffusé toutes les demi-heures de 5 h 30 à 9 h dans le cadre du ARD-Morgenmagazin puis à 10 h. Un journal de 15 minutes est diffusé à 12 h. Un flash est diffusé durant le ARD-Mittagsmagazin de 13 h pour alimenter la rubrique Brèves de l'émission. Des journaux de 7 à 10 minutes sont diffusés à 14 h, 15 h et 16 h. Un journal de 15 minutes est diffusé à 17 h. Jusqu'au 1er janvier 1978, une édition était également diffusée dans la soirée, édition remplacée depuis cette date par le Tagesthemen.
L'édition de 20 h est reprise chaque soir en direct par toutes les 9 chaînes de télévision membres de ARD.
Depuis le 12 Juin 2024, le Tageschau se décline aussi dans une version Einfacher Sprach, version avec un allemand accessible et plus simple que dans sa version standard.

## Image du Tagesschau
Le Tagesschau avait quelque chose d'unique dans le paysage audiovisuel allemand que les présentateurs n'utilisaient pas, jusqu'à encore récemment, de téléprompteur, mais lisaient les nouvelles sur une feuille de papier. Cela était supposé renforcer la confiance du téléspectateur. Cette pratique a peu à peu disparue à partir de 2009. De même, les présentateurs se contentent de lire les informations et les lancements de reportages dans le style du langage écrit et ne cherchent pas à s'adresser au téléspectateur (pas d'utilisation d'expressions telles que « regardez ces images », « figurez-vous que... », etc). Ce journal télévisé est souvent perçu comme très sérieux et extrêmement sobre, et est parfois surnommé « la vieille tante Tagesschau ».

## Présentateurs

### Présentateurs en chef
- 1964-1987 : Karl-Heinz Köpcke (présentateur à partir de 1959)
- 1987-1995 : Werner Veigel (présentateur à partir de 1966)
- 1995-1999 : Dagmar Berghoff (présentatrice à partir de 1976)
- 2000-2004 : Jo Brauner (présentateur à partir de 1974)
- 2004-2020 : Jan Hofer (présentateur à partir de 1985)
- depuis 2020 : Jens Riewa (présentateur à partir de 1991)

### Présentateurs actuels
par ordre d'entrée dans l'équipe de présentation du Tagesschau :
- Jens Riewa, depuis 1994
- Susanne Daubner, depuis 1999
- Thorsten Schröder, depuis 1999
- Susanne Holst, depuis 2001
- Michail Paweletz, depuis 2004
- Judith Rakers, depuis 2005
- Susanne Stichler, depuis 2005
- Constantin Schreiber, depuis 2017
- Julia-Niharika Sen, depuis 2018

### Anciens présentateurs
par ordre alphabétique :
- Thomas Bade, 1997 - 2006
- Ina Bergmann, 1997 - 2001
- Claus-Erich Boetzkes, 1997-2021
- Jo Brauner, 1974 - 2004
- Elfi Marten-Brockmann, 1981 - 1984
- Lothar Dombrowski, 1967 - 1974
- Laura Dünnwald, 2001 - 2011
- Klaus Eckert, 1978 - 1983
- Karl Fleischer, 1960 - 1994
- Eva Herman, 1989 - 2001
- Jan Thilo Haux
- Jan Hofer, 1985 - 2020
- Georg Hopf, 1975 - 1985
- Horst Jaedicke
- Franz Laake, 1988 - 1993
- Thomas Forkert, 1979 - 1999
- Elfi Marten-Brockmann, 1981 - 1984
- Siegmar Ruhmland, 1960 - 1963
- Diether von Sallwitz
- Manfred Schmidt, 1962 - 1964
- Robert Schröder, 1988
- Linda Zervakis, 2005-2021
- Susan Stahnke, 1992 - 1999
- Wilhelm Stöck, 1965 - 1984
- Martin Svoboda
- Harry Teubner, 1978 - 1980
- Martin Thon
- Astrid Vits, 2004-2018
- Cay Dietrich Voss, 1952 - 1962
- Wilhelm Wieben 1972 - 1998
- Daniela Witte, 1985 - 1988
- Günter Wiatrek, 1974 - 1975
- Katharina Wolkenhauer, 1995 - 2005
- Claus Wunderlich, 1959 - 1962
- Tarek Youzbachi, 2004-2021

## Dans la culture populaire
Le Tagesschau fait aussi partie de la culture populaire allemande. Son gong notamment et son aire d'introduction n'ont pas changé depuis 1955 et sont nationalement connus. Ceux-ci apparaissent dans le film Good Bye, Lenin! qui suit Alexander Kerner, dont la mère, fervente partisane du régime est-allemand, tombe dans le coma avant la chute du Mur de Berlin. À son réveil, Alex cache la réunification de l'Allemagne pour protéger sa mère fragile, recréant l'Allemagne de l'Est dans leur appartement. Dans une scène du film, la mère entends le générique du Tagesschau venant d'un appartement voisin, la surprenant car celui-ci était interdit en RDA et considéré comme de la propagande occidentale.